# جنون الفلاسفة
كتاب جنون الفلاسفة هو كتاب آلفه نايجل رودجرز وميل ثومبثون في العام 2005. وترجمه إلى العربية «متيم الضايع وقد صدر عن» دار الحوار" للنشر والتوزيع في اللاذقية، سوريا مطلع العام 2015. وهو كتاب يتجاوز بمضمونه بحث الأفكار الفلسفية الموجودة في كتب كثيرة، أو السير الذاتية للفلاسفة رغم وجود الكثير عنها، كما أنه لا يهدف إلى تقديم مدخل سهل يجذب القارئ غير المختصّ إلى عالم الفلسفة ويعرّفه بتاريخها وخطوطها العريضة، بل يتجه نحو فكرة مختلفة تماماً، يمكن طرحها حول أي منحى من مناحي الحياة الفكرية أو الأدبية أو السياسية، ولم تكن الفلسفة هنا سوى خلفية للفكرة. يوضّح هذا الكتاب مخاطر الفلسفة ويُظهِر بعضاً من تصرفات الفلاسفة المحزنة حيناً، والسيئة حيناً آخر، والتي تقارب الجنون الصريح الواضح في بعض الأحيان، ويقول أن العمل على الفلسفة وتعاليمها لا يمكن، ولا يجب نفصلها عن الحياة الشخصية لمؤسسيها. ويبحث الكتاب في حياة ثمانية فلاسفة عظام: جان جاك روسو من القرن الثامن عشر، آرثر شوبنهاور، فريدريك نيتشه من القرن التاسع عشر، إضافة إلى خمسة من فلاسفة القرن العشرين الذين كان لديهم أثر كبير على حياتنا وهم: بيرتراند راسل، لودفيغ وتغنشتاين، مارتن هيدجر، جان بول سارتر، ميشال فوكو  ويُظهِر كل منهم أن حياة العقل لا تقود بالضرورة إلى حياة عقلانية. وقد حاول المؤلفان أن يبحثا عن هدف محدد لدى كل فيلسوف بحيث يمكننا صوغ هذا الهدف بالسؤال التالي: "ما هي نسبة التطابق بين أفكار الفيلسوف المذكورة في أعماله، وبين ممارسته لحياته الشخصية؟. وبكلمات أخرى هل كان متصالحاً مع فكرته أم لا؟